# Michał Zbrożek
Michał Zbrożek herbu Poraj – chorąży żydaczowski w latach 1676-1690, strażnik polny koronny, pułkownik Jego Królewskiej Mości w 1678./1679 roku.
Poseł halicki na sejm 1678/1679 roku.